# Émile Théodore Léon Gautier
Émile Théodore Léon Gautier (ur. 8 sierpnia 1832 w Hawr, zm. 25 sierpnia 1897 w Paryżu) – francuski historyk literatury.
Uczył się w École des Chartes. W 1859 r. rozpoczął pracę w cesarskich archiwach w Paryżu. W 1871 r. został profesorem paleografii w École des Chartes. Został wybrany na członka Akademii Inskrypcji i Literatury Pięknej w 1887 r.